# Harley-Davidson

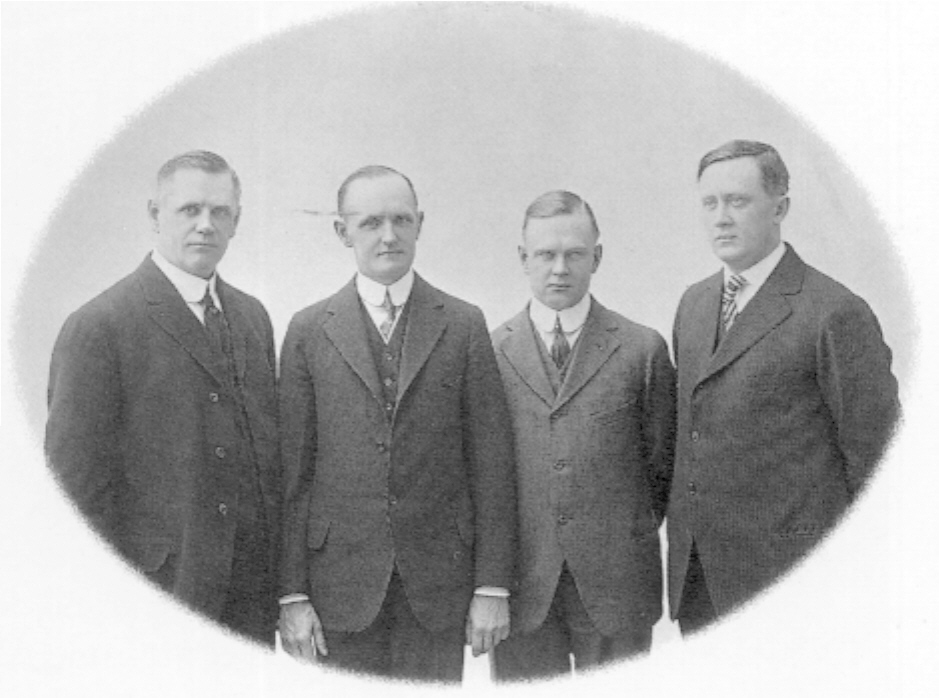
Od lewej: William A. Davidson, Walter Davidson, Arthur Davidson, William S. Harley

Harley-Davidson, Inc. (wym. [ˌhɑɹli ˈdeɪvɪdsən]) – amerykański producent motocykli pochodzący z Milwaukee, w stanie Wisconsin, w Stanach Zjednoczonych, znany głównie z produkcji tzw. motocykli ciężkich. Ponadto przedsiębiorstwo Harley-Davidson wytwarza akcesoria motocyklowe, odzież i drobne sprzęty, takie jak noże. Prowadzi też klub Harley Owners Group zrzeszający właścicieli motocykli Harley-Davidson.

## Historia przedsiębiorstwa
Harley-Davidson” jest jedynym przedsiębiorstwem motocyklowym na świecie, które tak dużą wagę przywiązało do tradycji i odniosło sukces

### Początki

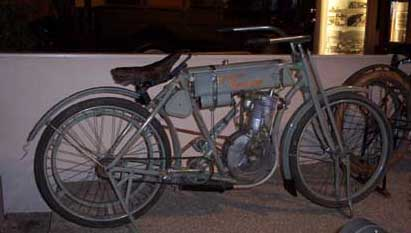
Model Harley-Davidson z 1907 r.

Historia przedsiębiorstwa sięga początków XX w., kiedy to w styczniu 1901 William Sylvester Harley i Arthur Davidson przymocowali cztery silniki do ramy rowerowej. Silniki te wymagały jednak poprawek w sposobie dostarczania mieszanki paliwowej. Prace te odbywały się w małej komórce za domem Davidsonów. Miała ona powierzchnię wielkości ok. 3 na 4 metry. W 1903 r. w tym samym miejscu William Harley wraz z braćmi Davidson: Arthurem, Williamem, oraz Walterem stworzyli pierwszy model przeznaczony na sprzedaż – Silent Grey Fellow z jednocylindrowym silnikiem o pojemności 410 cm³. Za datę stworzenia nieoficjalnej jeszcze spółki uznaje się 28 sierpnia 1903 r. Wkrótce potem bracia opracowali też model o pojemności 494 cm³. W 1904 r. powstało 8 maszyn, zaś do 1906 r. poziom produkcji wzrósł do ok. 50 motocykli. Rok później wybudowano nowy gmach o powierzchni 260 m² i oficjalnie uzyskano status przedsiębiorstwa, gdyż wpisano firmę do amerykańskiego rejestru przedsiębiorstw handlowych i przemysłowych (17 września 1907). Prezesem spółki został Walter Davidson. Do dziś siedziba przedsiębiorstwa mieści się w tym miejscu, przy Chestnut Street (ówczesnej Juneau Avenue). Już wtedy powstał nowy prototyp silnika dwucylindrowego w układzie V, który zaprezentowano na wystawie motocyklowej, jednakże jeszcze przez dwa lata motocykle Harley-Davidson miały montowane tylko jednocylindrowe silniki. Niektóre źródła podają także, że w 1907 r. spółka sprzedała jeden egzemplarz policji.

### Zdobywanie sławy
Rok 1908 przyniósł Walterowi Davidsonowi sukces w wyścigu w Catskill Mountains. Wiązało się to z pozyskaniem dla przedsiębiorstwa ogromnego rozgłosu. Produkcja nadal wzrastała, osiągając wyniki w okolicach 150 egzemplarzy rocznie. Rok później nastąpił kolejny wielki przełom, gdyż w modelu 5D zaczęto montować uznawany za najbardziej klasyczny silnik w układzie V, o dwóch cylindrach rozchylonych pod kątem 45°. Pierwszy tego typu zamontowany silnik miał pojemność 810 cm³ moc 7 KM i pozwalał rozpędzić się do prędkości ok. 60 mil na godzinę. Produkcja wzrosła wielokrotnie, osiągając poziom 1150 motocykli. Do 1909 r. Harley-Davidson wytwarzał własne gaźniki.
W 1910 r. powstała sieć przedstawicielstw Harley-Davidson na obszarze całych USA (kwestią dealerów zajmował się Arthur Davidson), zaś w 1913 r. utworzono fabryczny dział wyścigowy, którym kierował Bill Ottaway. Produkcja osiągnęła wtedy ok. 13000 motocykli rocznie, jednak prym na rynku wiódł największy i wówczas nowocześniejszy Indian Motocycle Manufacturing Company, który w 1913 r. wprowadzał już w swych motocyklach innowacje takie jak tylne zawieszenie.
Dopiero od 1917 r. Harley-Davidson zajął się konstruowaniem rowerów – były to różne modele, w tym również takie, których wzmocniona i zmodyfikowana rama pozwalała na montaż silnika. Rowery były w sprzedaży przez okres 4 lat.

### Unowocześnianie modeli przed I wojną światową
Pierwsze kilkanaście lat produkcji motocykli pozwoliło zwiększyć prestiż przedsiębiorstwa, jednakże wciąż pozostało wiele do unowocześnienia w kwestii techniki. W 1912 r. w motocyklach Harley-Davidson zaczęto stosować skrzynie biegów, oraz zastąpiono siodełka rowerowe solidnymi, resorowanymi siodłami. Dwa lata później udało się wprowadzić nożne dźwignie dla sprzęgła, oraz hamulca tylnego koła. W tym samym roku przedsiębiorstwo Rogers Company sprzedała Harley-Davidson 2500 wózków bocznych do motocykli, zaś Dudley Perkins otworzył w San Francisco autoryzowany punkt dealerski Harley-Davidson. Miejsce to działa do dziś szczycąc się tytułem najstarszego salonu sprzedaży Harleyów.
Modyfikacji doczekały się elementy rozruchu. Wprowadzony w 1915 r. rozrusznik nożny pozwalał wyeliminować uciążliwą konieczność pedałowania. Produkowane wówczas skrzynie biegów wyposażane były już w 3 biegi. Poza rozrusznikiem, motocykle zaczęto również wyposażać w szklaną kontrolkę służącą do sprawdzania poziomu oleju w silniku.

### I wojna światowa
Na frontach nie zabrakło Harleya-Davidsona. Powstała specjalna szkoła, ucząca mechaników szybkiej obsługi jednośladów. Po zakończeniu wojny kontynuowała ona zresztą szkolenia dla pracowników przedstawicielstw Harleya. Produkcja w Milwaukee w czasie I wojny jeszcze się rozwinęła, tak, że zakład stał się największą fabryką motocykli na świecie. Zaopatrywał dealerów w 67 krajach, a od 1917 r. z produktów H-D zaczęło korzystać również wojsko, gdyż motocykle tego przedsiębiorstwa bardzo dobrze radziły sobie w trudnych warunkach. Podczas całej I wojny światowej dostarczono armii ok. 20 000 motocykli. Wraz z końcem wojny, zakończyła się także produkcja jednocylindrowego modelu.

### Okres międzywojenny
Pierwsze 10 lat po I wojnie światowej upłynęło pod znakiem sukcesów sportowych i ulepszania coraz popularniejszych modeli. W 1919 r. pojawił się model Flat Twin Sport z silnikiem typu bokser, zaś dwa lata później przedsiębiorstwo wprowadziło silniki o większej pojemności skokowej, a także wygrała wyścig w miejscowości Fresno ustalając średnią prędkość zwycięskiej maszyny na poziomie ponad 100 mil na godzinę. Rok 1922 przyniósł nowe silniki o pojemności ok. 1,2 litra. W 1925 r. zaczęto montować klasyczny dla ciężkich motocykli z dzisiejszego punktu widzenia bak w kształcie przypominającym kroplę wody (Teardrop tank), w 1926 mechanizm sprzęgła uruchamiany krzywką zastąpiono mechanizmem widełkowym, rok 1928 przyniósł natomiast bardzo istotną dla bezpieczeństwa nowinkę w postaci hamulca przedniego koła. Najsłynniejszymi modelami z tego okresu są Peashooter, oraz B Racer. Montowane wówczas opony miały szerokość 3,5 lub 3,85 cala – w specjalnej ofercie.
Wielki kryzys gospodarczy początku lat 30. XX w., wywołany przez krach na giełdzie nowojorskiej bardzo dał się we znaki przedsiębiorstwu. Produkcja spadła osiągając już tylko kilka tysięcy egzemplarzy (różne źródła podają od 3700 do ok. 6000). Mimo ogromnych trudności, na rynku pojawiały nowe technologie wytwarzane przez Harley-Davidson – w 1932 r. zmodyfikowano ożebrowanie cylindrów, co pozwoliło na lepsze chłodzenie, a 4 lata później powstał model EL 61 OHV z górnozaworowym silnikiem 'Knucklehead' o pojemności 61 cali³ (1000 cm³). Silnik ten zastąpił w sporej mierze używany od 1929 r. dolnozaworowy model Flathead. Data 1936 jest uważana za jedną z najważniejszych w historii przedsiębiorstwa, gdyż od czasów Knucklehead każdy kolejny silnik był ewolucją tego modelu. Rok po tej wielkiej zmianie produkcja zaczęła zbliżać się do 11 000 motocykli rocznie. Wprowadzono też pierwsze chromowane rury wydechowe. Od 1936 do 1939 r. przedsiębiorstwo umieszczało także inne logo na motocyklach – było ono w stylu art déco, a napis połączony był z rysunkiem uproszczonej komety. 21 kwietnia 1937 r. zmarł William Davidson.

### II wojna światowa 1939-1945
Początek wojny w odległej od USA Europie nie wpłynąłby zasadniczo na produkcję, gdyby nie fakt, że U.S. Army przystąpiło do przeprowadzenia rygorystycznych testów maszyn przedsiębiorstw Indian i Harley-Davidson, mających wyłonić zwycięzcę, który odtąd miał dostarczać maszyny dla armii. Obydwa przedsiębiorstwa miały już doświadczenie w produkcji motocykli militarnych dla armii sojuszniczych i wiedziały, że kontrakt z rodzimą armią był szansą na zarobienie dużej ilości pieniędzy. W testach militarnych liczyło się m.in., by motocykl osiągał powyżej 105 km/h i wykazywał dobre właściwości jezdne przy małych prędkościach, oraz w trudniejszym terenie. Ostatecznie w marcu 1940 r. U.S.Army zamówiła 745 motocykli Harley-Davidson WL z dolnozaworowym silnikiem o pojemności 45 cali sześciennych (750 cm³). Wersja militarna tego modelu (WLA) miała zmodyfikowane tylne zawieszenie (resorowanie siodła), większy o 6,03 cm prześwit, aluminiowe głowice silników i gmole, oraz często kaburę na pistolet maszynowy Thompson. Tylne sakwy zmodyfikowano (z zaokrąglonych na kanciaste), aby maszyny mogły przewozić radiostacje, zaś z przodu każdy motocykl miał specjalną lampę zwaną blackout (ang. „zaćmienie”). Ich osłaniane od spodu przez płytę pancerną silniki miały stopień sprężania równy 5:1 i osiągały moc 23,5 KM przy 4600 obr./min. Model ten był projektem na tyle udanym, że do końca wojny powstało ok. 88 000 sztuk, a produkcja była prowadzona na 3 zmiany. W ramach pożyczki wojennej (Lend-Lease) Armia Czerwona otrzymała od USA prawie 29 000 tych maszyn. W roku 1942 wyprodukowano także 1011 sztuk jedynego w historii firmy motocykla z 45-calowym, dolnozaworowym silnikiem typu boxer – modelu XA (inspirowanego osiągami i niezawodnością niemieckich BMW). Nieliczne dzisiaj oryginalne egzemplarze są niezwykle cenione wśród kolekcjonerów i pasjonatów na całym świecie.
W maju 1943 r. w ramach uznania Harley-Davidson otrzymał od rządu USA jedną z trzech pierwszych nagród za produkcję wojenną. W 1941 r. standardem w motocyklach z silnikiem powyżej 1000 cm³ stały się czterobiegowe skrzynie biegów.
Od roku 1943, gdy USA prowadziło już na szeroką skalę wojnę z Japonią, produkcja 45-calowych modeli wojskowych WLA, WLC, GA, XA (oraz nielicznych „zmilitaryzowanych” big twinów) stała się priorytetem więc zaniechano realizacji dotychczasowej i masowej, cywilnej oferty firmy. Poza motocyklami dla wojska produkowano także maszyny dla amerykańskiej policji. W okresie wojny większość elementów gumowych w motocyklach zastąpiono stalowymi zamiennikami. Wiązało się to z deficytem gumy, której prawie całe przemysłowe zapotrzebowanie przejęło wojsko. Dopiero w roku 1946 wznowiono pełną produkcję wszystkich modeli cywilnych i wprowadzono kilka nowych rozwiązań m.in. pomocniczy amortyzator dla zawieszenia typu Springer.
Po wojnie wiele maszyn wojskowych stało w magazynach, a rząd postanowił się ich pozbyć. Odchodzący do cywila żołnierze amerykańscy mogli zostać właścicielami Harleya WLA z demobilu za 25 dolarów. Ogromna liczba pozostawionych lub zdemobilizowanych przez Armię Czerwoną modeli WLA (często poważnie i trwale uszkodzonych) do dziś zasila rynek pojazdów zabytkowych w Europie i nie tylko. Restaurowaniu tych motocykli sprzyja dobra dostępność nieużywanych części zamiennych (tzw. New Old Stock – z ang. „stare nowe zapasy”) wyprodukowanych podczas okresu wojennego, oficjalnie dla rządu Stanów Zjednoczonych.
7 lutego 1942 r. zmarł w wieku 65 lat prezes przedsiębiorstwa, Walter Davidson (23 lutego tego samego roku prezesem został jego syn, William Herbert Davidson), zaś 18 września 1943 r. nagły atak serca przyczynił się do śmierci Williama Harleya.

### Czasy powojenne i walka z konkurentami
Po wojnie produkcja nadal rosła tak, że w 1947 r. zdecydowano się na otwarcie drugiej fabryki w Capitol Drive. Rok później zastosowano nowy rodzaj silnika – Panhead, znacznie lżejszy od poprzednika – choćby dzięki zastosowaniu elementów z aluminium i sprawiający mniej problemów w eksploatacji dzięki ulepszonemu i zarazem prostszemu systemowi smarowania. 1948 to także jedyny rok produkcji modelu FL z silnikiem Panhead wraz ze standardowym do tej pory, przednim zawieszeniem typu Springer. Ulepszenia technologii nowych modeli dotyczyły innych podzespołów, o czym świadczy stosowanie od 1949 r. widelca z hydraulicznym teleskopowym systemem tłumienia drgań zamiast wahacza pchanego. Był to pierwszy model Hydra-Glide. W 1958 r. dołączył do niego Duo Glide z tylnym zawieszeniem.
Te daleko idące zmiany zdeterminowane były m.in. przez ekspansję brytyjskich przedsiębiorstw motoryzacyjnych. Sytuacja amerykańskiego przemysłu stawała się coraz gorsza aż do tego stopnia, że w 1953 r. upadłość ogłosił Indian, największy konkurent Harley-Davidson, zaś H-D stał się jedynym wielkoseryjnym producentem motocykli w Stanach Zjednoczonych. Tej radosnej dla przedsiębiorstwa chwili nie doczekał zmarły w wypadku samochodowym 30 grudnia 1950 Arthur Davidson. Aż do 1957 r., mimo oczyszczonego z amerykańskich konkurentów rynku, spółka miała poważne problemy finansowe. Rok 1957 przyniósł rewelację rynkową w postaci bardzo popularnego modelu Sportster. Rok później Carroll Resweber wygrał jedne z najważniejszych zawodów w USA – AMA Grand National Championship. Innymi zwycięzcami w teamie H-D byli Bart Markel, oraz George Roeder, który pobił rekord prędkości na lądzie w klasie motocykli do 250 cm³ – 177,225 mil na godzinę.
W 1960 r. Harley-Davidson stał się właścicielem włoskiego przedsiębiorstwa Aermacchi (Aeronautica Macchi) S.p.A z siedzibą w Varese. Aż do 1978 r., kiedy to sprzedano Aermacchi, produkowano we Włoszech lekkie motocykle (50, 125, 250, 350 cm³), sprzedawane pod szyldem Harley-Davidson. Były wśród nich m.in. modele Shortster, Leggero, Baja i Sprint.
Sześć lat po kupieniu włoskiej spółki silnik Panhead został zastąpiony przez górnozaworowy, chłodzony powietrzem silnik Shovelhead. Przez kolejne trzy lata miał on jeszcze standardowy kształt korpusu silnika, który uległ zmianie w 1969 r., kiedy to prądnicę zastąpiono alternatorem.

### AMF
Data 1969 to także nowy etap w historii Harleya, gdyż został on za 21 milionów dolarów wykupiony przez przedsiębiorstwo AMF. Ówczesny prezes AMF, Rodney Gott, był fanem spółki Harley-Davidson jeszcze przed II wojną światową. Przez cały okres, gdy H-D pozostawał pod kontrolą nowego właściciela, na bakach umieszczano poza logiem przedsiębiorstwa, także litery AMF.
W 1971 r. motocykle z Milwaukee zapisały się trwale w historii wyścigów dragsterów po tym, jak Joe Smith pokonał magiczną barierę 9 sekund w wyścigu na ¼ mili. Równie dobrze sprawowały się lekkie motocykle wytwarzane w Varese. W modelach sportowych montowano wysoko umieszczone rury wydechowe (aby uniknąć uszkodzeń przy przechyłach) i zmniejszono ich wagę. W latach 1976, 1977 i 1978 Ray „Springer” Springsteen wygrywał kolejno narodowe mistrzostwa AMA Grand National Championship.
Lata siedemdziesiąte to okres boomu motocyklowego, który znacząco poprawił koniunkturę, a H-D znów sprzedawał nawet 75 000 egzemplarzy rocznie. Część produkcji i montaż końcowy przeniesiono do zakładów AMF w Yorku w stanie Pensylwania. W międzyczasie dwukrotnie zmieniał się prezes spółki: w 1973 r. został nim John A. Davidson, syn Williama Herberta Davidsona, zaś cztery lata później zarządzanie przejął Vaughn Beals. W tym okresie Harley-Davidson znów tracił. Jak napisał tygodnik „Time” z 13 grudnia 1982 w artykule „Uneasy Rider”, od początku 1978 do końca 1982 r. Harley stracił ponad jedną trzecią rynku tzw. dużych motocykli (czyli w klasie powyżej 700 cm³) – głównie na rzecz producentów japońskich takich jak Yamaha, Suzuki, Kawasaki i Honda. Time oceniał, że jedną z najważniejszych przyczyn tak poważnej straty były ceny – japońskie produkty kosztowały znacznie mniej niż maszyny H-D, były przy tym także nowocześniejsze, co odpowiadało nabywcom. Przy okazji włoski producent motocykli Cagiva odkupił w 1978 r. od Harley-Davidson przedsiębiorstwo Aermacchi.
W lata 80. XX w. spółka weszła tworząc nowoczesny model turystyczny Tour Glide FLT z elastycznie zawieszonym silnikiem (eliminowało to drgania) o pojemności 80 cali sześciennych i z łańcuchem napędowym zamkniętym szczelnie w obudowie wypełnionej olejem. Model ten nazwany został „Królem Autostrad” i był prawdziwym prekursorem późniejszych modeli turystycznych H-D.

### Czasy obecne
14 czerwca 1981 r. Ray Tritten z AMF podpisał list intencyjny w sprawie sprzedaży przedsiębiorstwa Harley-Davidson grupie trzynastu inwestorów pod przywództwem. Vaughna Bealsa i Williama G. Davidsona, a zatem przedsiębiorstwo odzyskało niezależność. Na nowym etapie postawiono na poprawienie jakości technicznej wytwarzanych motocykli, na które negatywnie wpłynął okres, podczas którego Harley tracił pozycję na rynku. Duży nacisk położono także na odcięcie się od nowocześnie wyglądających modeli na rzecz tradycyjnej stylistyki. W 1983 r. powołano też Harley Owners Group – największy na świecie klub sponsorowany przez producenta motocykli. Celem powołania H.O.G. było m.in. nadanie marce dodatkowego smaczku w postaci prestiżu, a także organizowanie imprez harleyowych, czy pomoc w zdobywaniu części zamiennych. Klub ma dziś nawet oddział „Special Ladies” skupiający zmotoryzowane kobiety. W 1991 r. H.O.G. rozpoczął swoją działalność w Europie.
W 1984 r. na rynek wszedł silnik V2 Evolution. Był on po części wynikiem współpracy z przedsiębiorstwem Porsche, jaka nawiązała się po wejściu H-D na rynek europejski. Evolution był silnikiem górnozaworowym, chłodzonym powietrzem. W tym samym roku ukazał się model motocykla Softail.
Rok 1986 przyniósł przedsiębiorstwu dwie spore zmiany w dziedzinie inwestycji. Po pierwsze, Harley-Davidson Motor Co. stał się właścicielem przedsiębiorstwa Holiday Rambler, największego w USA wytwórcy samochodów kempingowych, po drugie zaś, 18 lipca tego roku wszedł na nowojorską giełdę.
W marcu następnego roku w Komisji Handlu Międzynarodowego znalazła się petycja Harley-Davidsona o zaostrzenie stawek celnych na japońskie motocykle. Od 1983 r. wszystkie sprzedawane w USA japońskie maszyny o pojemności powyżej 700 cm³ były obłożone dodatkowym podatkiem. 10 października 1987 poczyniono kolejną inwestycję technologiczną zakupując od Armstrong Company prawa do produkcji wojskowych jednocylindrowych motocykli o pojemności 350, 500 i 560 cm³ z silnikiem Rotax. Dwa lata później uruchomiono firmowy wydział odzieżowy Motor Clothes.
12 czerwca 1993 r. miały miejsce obchody dziewięćdziesięciolecia istnienia firmy Harley-Davidson. Szacuje się, że 60 000 motocykli wypełniło wówczas ulice Milwaukee, z czego ok. 25 000 wzięło udział w paradzie uformowanej w dwie kolumny. Czteropasmowa autostrada została zablokowana na odcinku 70 km.

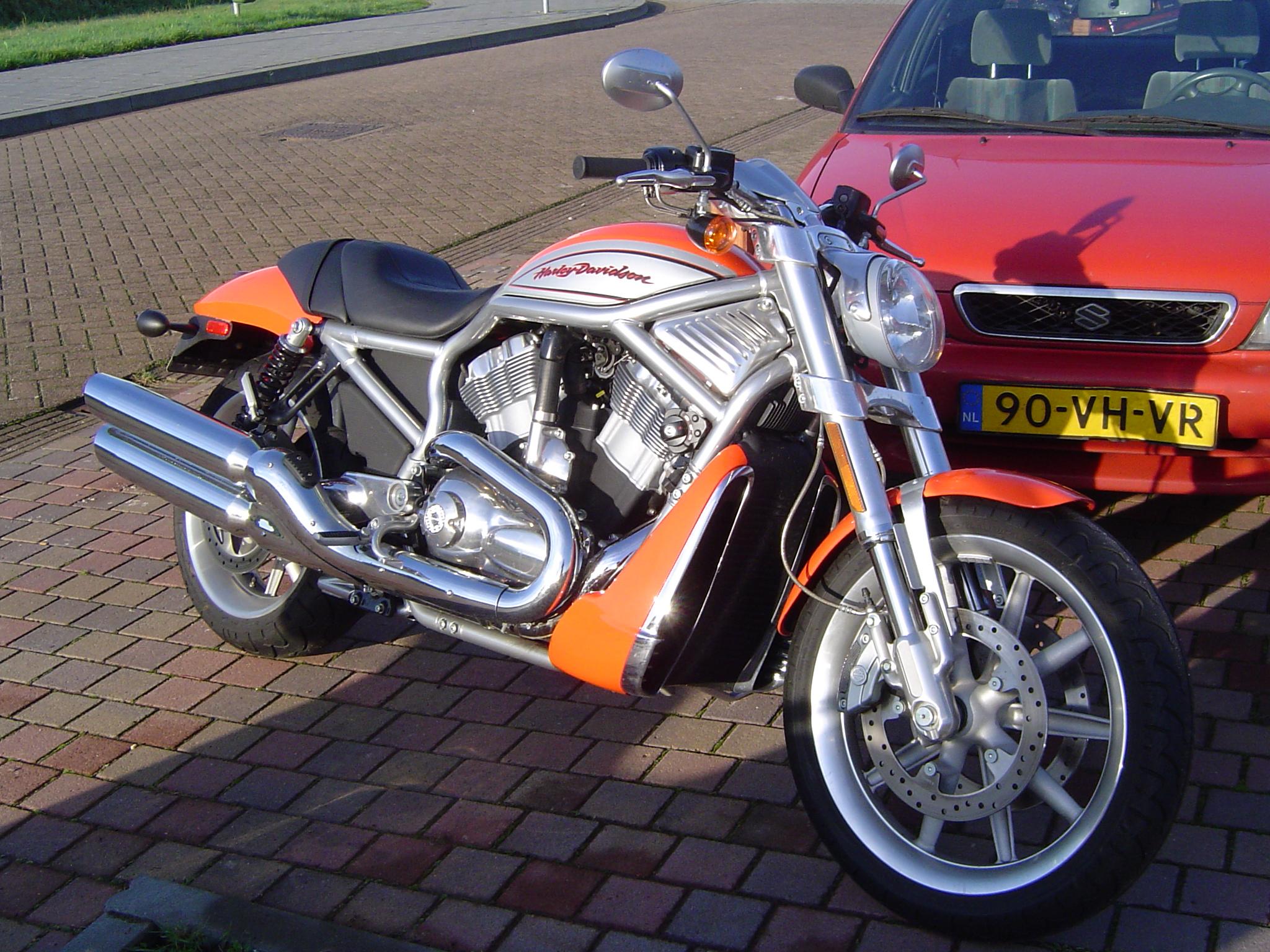
Harley-Davidson VRSCA V-Rod

W 1995 r. na ulice wyjechały pierwsze wersje modeli Harleya z elektronicznym wtryskiem paliwa ESPFI (Electronic Sequential Port Fuel Injection), zaś w 1996 odsprzedano Holiday Rambler. Dwa lata później H-D zakupił amerykańskie przedsiębiorstwo Buell, produkującą motocykle o sportowym charakterze, do napędu których wykorzystywane są silniki Harleya-Davidsona. Rok po zakupie Buella ukazał się nowy silnik Twin Cam 88 (V2, górnozaworowy, chłodzony powietrzem), zaś kilkanaście miesięcy wyrównoważono go i nadano mu nazwę Twin Cam 88B. W 2001 r., ukazał się model VRSCA V-Rod z nowym silnikiem Revolution (V2, górnozaworowy, chłodzony cieczą).

## Najważniejsze daty
- 1901 – stworzenie pierwszych silników
- 1903 – pierwszy model na sprzedaż
- 1907 – powstanie fabryki i zarejestrowanie przedsiębiorstwa
- 1909 – pierwszy silnik widlasty
- 1912 – zastosowanie skrzyni biegów
- 1915 – wprowadzenie kickstartera
- 1929 – silnik Flathead
- 1932 – początek produkcji trójkołowca Servi-Car (produkowany w zmienianych wersjach do 1974 r.).
- 1936 – silnik Knucklehead
- 1948 – silnik Panhead
- 1949 – pierwsze użycie widelca teleskopowego
- 1958 – wprowadzenie tylnego zawieszenia
- 1960 – zakup włoskiego przedsiębiorstwa Aermacchi
- 1965 – elektryczne rozruszniki
- 1966 – silnik Shovelhead
- 1969 – wykupienie przedsiębiorstwa Harley-Davidson przez AMF
- 1972 – wprowadzenie hamulców tarczowych
- 1978 – sprzedaż przedsiębiorstwa Aermacchi
- 1981 – wykupienie Harley-Davidson od AMF
- 1983 – zainicjowanie Harley Owners Group
- 1984 – silnik Evolution
- 1986 – kupienie przedsiębiorstwa Holiday Rambler, wejście na giełdę
- 1987 – nabycie praw do produkcji jednocylindrowych motocykli militarnych
- 1989 – założenie Motor Clothes
- 1995 – pierwsze wersje modeli z wtryskiem paliwa ESPFI
- 1996 – odsprzedanie przedsiębiorstwa Holiday Rambler
- 1998 – przejęcie amerykańskiego przedsiębiorstwa Buell
- 1999 – pierwszy silnik z gamy Twin Cam 88
- 2001 – silnik Revolution
- 2003 – 100-lecie firmy Harley-Davidson
- 2005 – 25-lecie powstania Harley Owners Group
- 2017- silnik Milwaukee-Eight

## Silniki Harley-Davidson
- Silnik jednocylindrowy – od 1903 r. Model 1903 miał pojemność 400 cm³ i moc 3 KM, a napęd wyprowadzany był z niego za pomocą koła pasowego poprzez pas skórzany na tylne koło. Wersja z 1904 r. miała pojemność 405 cm³ (24,7 cala sześciennego). Gaźnik pozwalał na regulację prędkości w zakresie od 8 do 72 km/h. Napęd na tylne koło nadal przekazywał pas skórzany (o szerokości 3,17 cm). W 1912 r. podstawą oferty Harley-Davidson stał się model X8A z silnikiem 491 cm³ (30 cali sześciennych), który do końca produkcji (1918) udało się powiększyć do 494 cm³ (30,17 cala sześciennego) co pozwalało osiągać 4,34 KM. W latach 1926–1934 produkowany był model BA Peashooter napędzany silnikiem o pojemności 350 cm³ (21 cali sześciennych) w dwóch wersjach: dolnozaworowej o mocy (8 KM) i górnozaworowej (12 KM). Zastosowano tu gaźnik Schebler, a układ smarujący miał mechaniczną pompę oleju. Do wyboru był zapłon iskrownikowy lub bateryjny.

- F-head – od 1911 do 1929 r. – silnik V wyposażony w mechaniczne sterowanie zaworu ssącego, używany w modelach 10F.

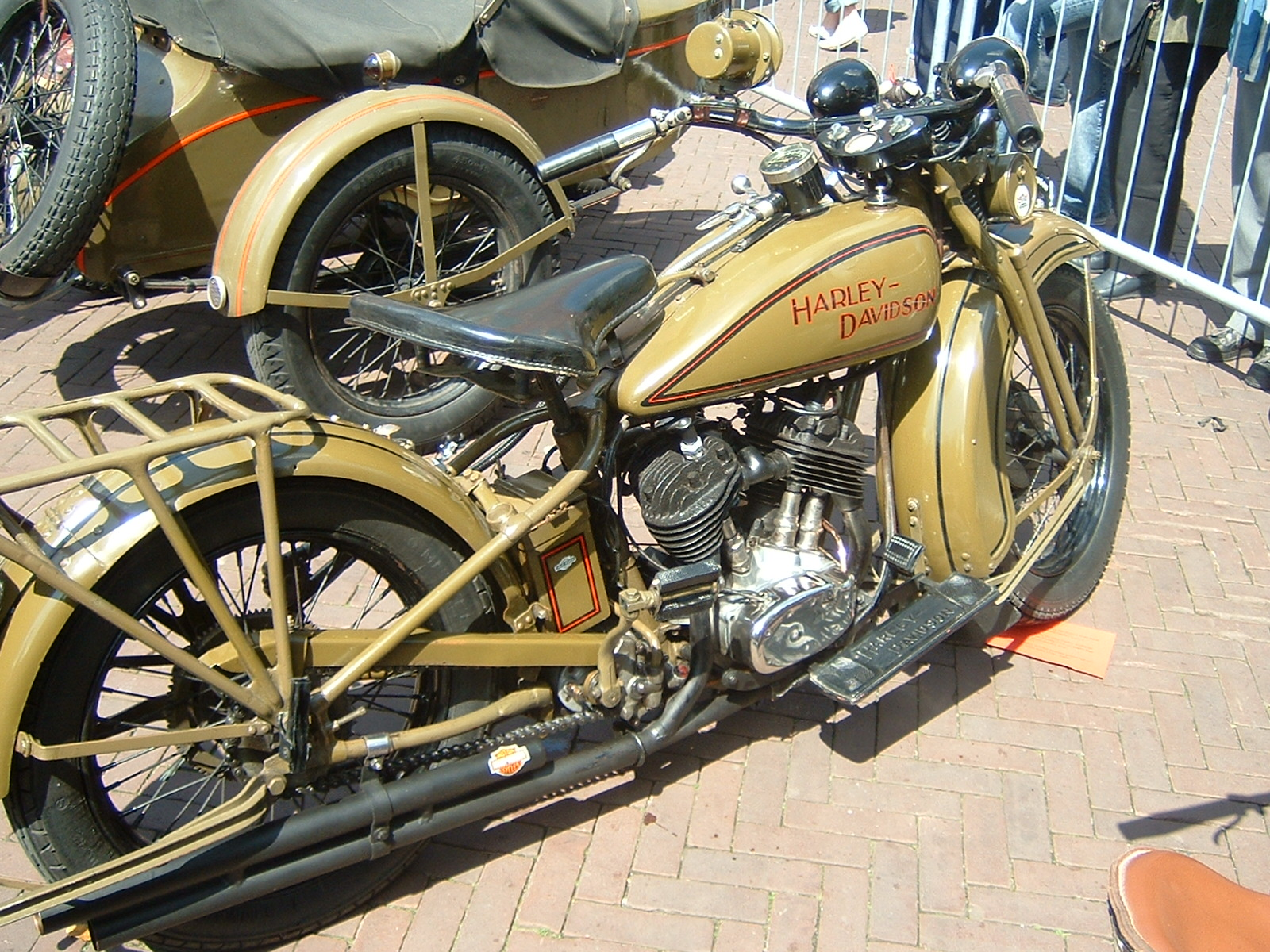
Harley-Davidson DL wyposażony w silnik Flathead

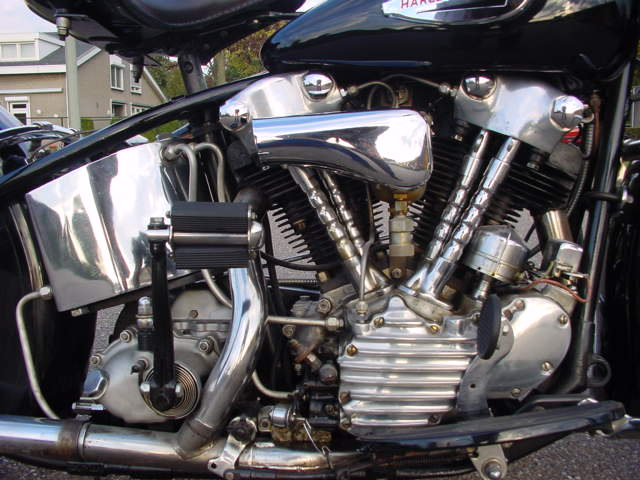
Silnik Knucklehead, widoczny pod siodłem pedał to rozrusznik nożny (kickstarter)

- Flathead – od 1929 do 1951 r. Silnik dolnozaworowy o płaskich głowicach posiadających żeberka chłodzące. Produkowany był w wersjach 750, 900, 1200 i 1340 cm³ (z czego w Europie rozpowszechniła się używana przez armię wersja 750). Silnik 750 spotykany był w oznaczeniach: początkowo Dl – wersja standardowa, DLD – wersja o zwiększonym stopniu sprężania, D – wersja przystosowana do jazdy z wózkiem bocznym, następnie od 1936 r.: WLA – standardowej, WLD – sportowej i WLDR – czysto wyścigowej. W pojazdach Servi-Car, w których również montowano silnik 750, spotykamy natomiast oznaczenia G – standard, GL – wersja z bogatszym wyposażeniem, GA – wersja do zastosowań militarnych, GE – wersja z rozrusznikiem elektrycznym. Silniki z serii G stosowanej w Servi-Carach były wyposażone w bieg wsteczny, którego brak w innych wersjach. Motocykle z silnikami Flathead o pojemności 1200 cm³ również miały rozmaite wersje: V – standard, VL – wersja o zwiększonym stopniu sprężania, VS i VC – wersja ze skrzynią biegów dostosowaną do jazdy z doczepionym wózkiem bocznym. Budowane w latach 1936–1944 Flatheady 1340 cm³ można było spotkać tylko w dwóch wersjach: UL – standard, ULH – przeznaczonej do jazdy z wózkiem bocznym. Po wojnie silniki Flathead przyjęły oznaczenia K (1952 – 1956).

- Knucklehead – od 1936 – żeliwny silnik widlasty o pojemności jednego litra, występował w wersji E – standard, EL – sport, ES – przystosowanej do wózka bocznego. Pierwsza wersja miała problem ze smarowaniem, dlatego w 1941 ukazał się unowocześniony Knucklehead, o dodatkowo zwiększonej pojemności 1200 cm³. Jego wersje to: F – standard, FL – sportowa, FS – wersja przystosowana do wózka bocznego.

- Panhead – od 1948 – silnik widlasty, którego pokrywy głowic przypominały odwróconą do góry dnem patelnię, od czego zawdzięcza swą nazwę. Dzięki zastosowaniu elementów (np. głowicy) z aluminium, udało się zmniejszyć masę motocykli. Ponadto w Panhead uproszczono system smarowania i wprowadzono automatyczne kasowanie luzów w zaworach. Istniały wersje 1000 cm³ o oznaczeniach: E – standardowa, EL – sportowa, ES – przeznaczona do zestawu z wózkiem, oraz wersje 1200 cm o analogicznych nazwach z tym, że literkę „E” zastępowała tam litera „F”. Po dołączeniu elektrycznych rozruszników, dołączyły do nich wersje FLE, FLF, FLH, FLHB i FLHF.

- Shovelhead – od 1966 – silnik widlasty, początkowo przypominający Panhead (dlatego też wczesne wersje nazywano „Pan-Shovel”). Gdy w 1969 r. prądnicę zastąpiono alternatorem, zmieniono kształt korpusu silnika, uzyskując klasyczny kształt shovelhead. Od 1978 r. Shovelhead osiągał do 1340 cm³. Shovelhead był produkowany do 1983 r., a sprzedawany o rok dłużej.

- Evolution – od 1984 r. O pojemności 1340 cm³. Nazywany też „Blockhead” ze względu na kształt pokrywy zaworowej. Evolution z racji na przystosowanie do spalania benzyny bezołowiowej spełniał wprowadzone 1 stycznia 1984 normy ekologiczne, z którymi nie poradziłby sobie jego poprzednik, miał wysoką trwałość, był niezawodny, a przy tym jego klasyczny wygląd pozwolił utrzymać tradycję przedsiębiorstwa.

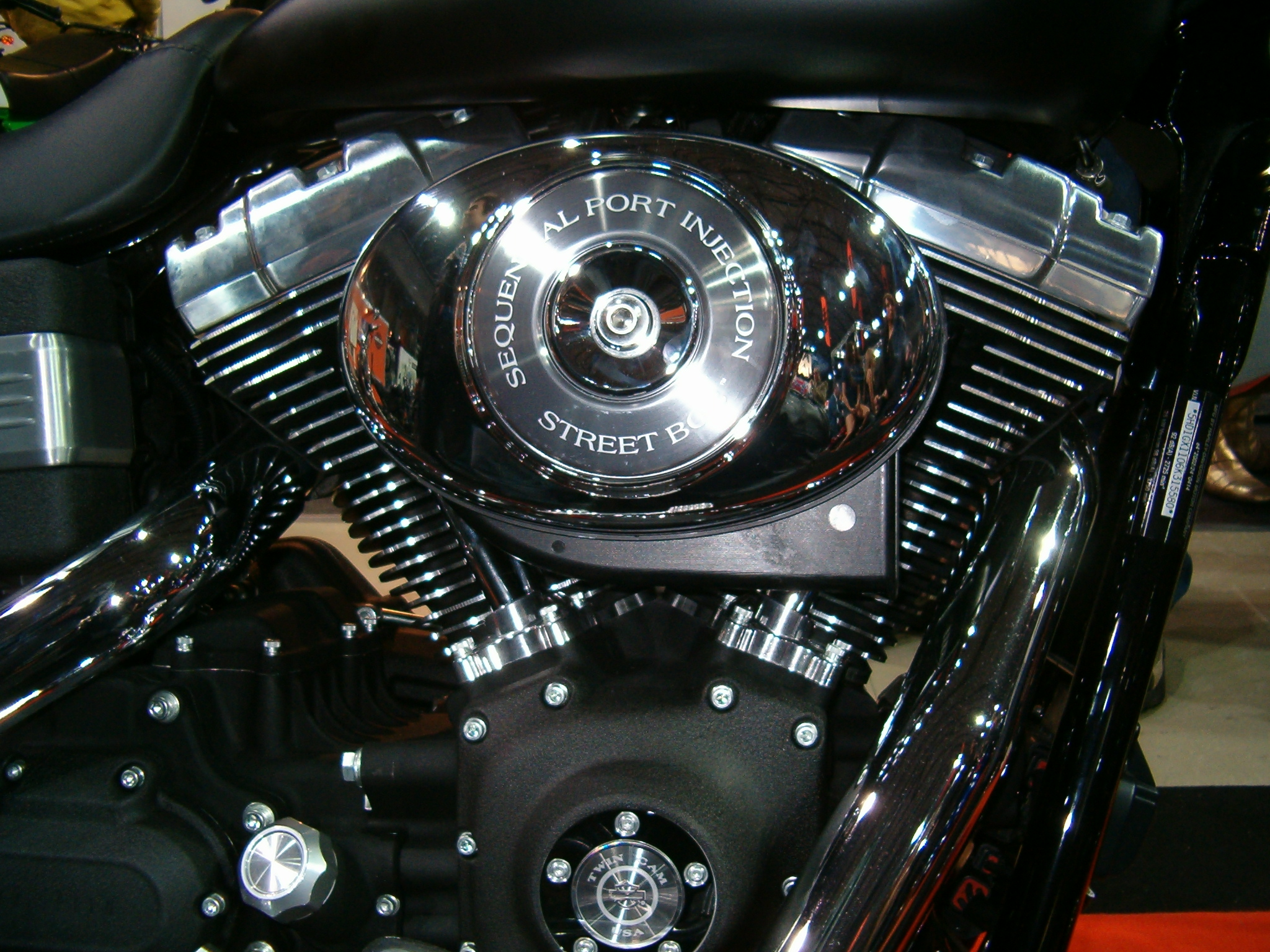
Silnik Twin Cam

- Twin Cam 88 – od 1999 r. – bardzo nowoczesny silnik, przenoszący napęd na tylne koło poprzez pasek zębaty. Jednostkę wyposażono w dwa wałki rozrządu, mikroprocesorowy zapłon i dodatkowe chłodzenie cylindrów w postaci natrysku oleju na denka tłoków przez specjalne dysze. 88 oznacza pojemność skokową wyrażoną w calach sześciennych (daje to 1450 cm³). Wersja 88B stosowana w platformie Softail posiada dwa wałki wyrównoważające, które tłumią drgania silnika.

- Revolution – od 2001 r. – powstał we współpracy z Porsche Engineering. Jego pojemność skokowa wynosi 1130 cm³, zaś moc maksymalna równa jest 115 KM (84 kW) przy 8500 obr./min. Maksymalny moment obrotowy wynoszący 103 Nm osiągany jest przy 6500 obr./min. Posiada zwiększony o 15 stopni kąt rozwarcia (60 zamiast 45 stopni), jest chłodzony cieczą, ma mokrą miskę olejową, zasilany jest sekwencyjnym wtryskiem paliwa Weber Marelli, ma ułożyskowane ślizgowo wałki rozrządu i wał korbowy, cewki zapłonowe montowane bezpośrednio na świecach. Wyposażony jest też w wałek wyrównoważający eliminujący drgania.
- Milwaukee-Eight – od 2017 r. – model wprowadzony w modelach Touring. Posiada 4 zawory na cylinder w układzie OHV. Powstały dwa modele tego silnika o pojemności 107 cali sześciennych (1745 cm sześciennych) i Screamin’ Eagle o pojemności 114 cali sześciennych (1868 cm sześciennych).

## Harley-Davidson jako inspiracja w sztuce
Dotychczas wizerunek motocykla wykorzystano w wielu filmach, m.in.:
- „Dziki” (1953)
- „Swobodny jeździec” (1969)
- „The Rocky Horror Show” (1973) – Eddie, grany przez Meat Loafa, jeździ modelem WLA
- „Książęta z Flatbush” (1974)
- „Każdy sposób jest dobry (1978)
- „Harley Davidson i Marlboro Man” (1991)
- „Terminator 2: Dzień sądu” (1991)
- „Rajdowcy w akcji” (1991)
- „Przydrożni prorocy” (1992)
- „Poza prawem” (1994)
- „Me and Will” (1998)
- „Unofficial History of Harley-Davidson Motorcycles”, (2003) – jest do dokument opisujący historię marki H-D.
- „Choppertown: The Sinners” (2005) – film pokazujący budowę ‘custom-bike’ z silnikiem H-D.
- „Teksańska masakra piłą mechaniczną: Początek” – w początkowych scenach występuje gang harleyowców.
- „Gang dzikich wieprzy” (2007) – komedia o grupie przyjaciół, którzy wyruszają na Harleyach w podróż, po czym spotykają prawdziwy gang harleyowców.
- „Synowie Anarchii” (2008) – Członkowie gangu motocyklowego Sons of Anarchy jeździli na Harleyach.

Ponadto Harley-Davidson stał się inspiracją dla wielu muzyków. W latach 80. XX w. jednym z żelaznych elementów był wjazd na scenę na harleyu Roba Halforda z formacji metalowej Judas Priest podczas koncertów. Podobnie zdarzało się też na koncertach grupy Manowar. Zespół ten nakręcił też teledysk do swojego utworu „Return of the Warlord”, który to można uznać za najdłuższą reklamę Harleya-Davidsona. W ogóle filozofia związana z motocyklami Harley-Davidson przewija się dość często w twórczości zespołu Manowar. Polska grupa Dżem napisała przebój „Harley mój”, zaś inna formacja – Harlem – wykorzystała wizerunek motocykla Harley-Davidson Fat Boy przy nagrywaniu teledysku do piosenki „Kora”. W 1994 r. na rynku ukazała się dwupłytowa składanka Harley-Davidson Road Songs, zawierająca utwory powiązane w jakiś sposób z marką Harley-Davidson i z filmami w których „występowały” motocykle z Milwaukee.

## Znani harleyowcy
Zarówno Anthony Kiedis, jak i Chad Smith z Red Hot Chili Peppers, Rob Halford z Judas Priest, jak i wokalista Manowar Eric Adams są zapalonymi harleyowcami. W grupie tej znajduje się też wielu innych znanych ludzi, m.in. Arnold Schwarzenegger. W historii na Harleyach jeździli również Elvis Presley, Jimi Hendrix czy Brigitte Bardot, która nagrała nawet utwór „Harley-Davidson”. Wśród Polaków, na harleyach widywani byli między innymi polityk Jerzy Dziewulski – dawniej właściciel modelu V-Rod (zrezygnował z jeżdżenia po wypadku w warszawskim tunelu W-Z) czy muzycy: Andrzej Nowak znany z grania w zespołach TSA i Złe Psy, oraz Wojciech Wiśniewski. Znanymi przedwojennymi harleyowcami byli J. Ludwicki oraz E. Pietrzykowski, którzy w 1924 roku na motocyklu Harley-Davidson wyruszyli z Warszawy do Paryża.